# Église Sant'Andrea de Rome
Ne doit pas être confondu avec Église Sant'Andrea della Valle.
L’église Sant'Andrea (en italien : chiesa di Sant'Andrea del Vignola) est un édifice religieux Renaissance situé via Flaminia à Rome en Italie dû à l'architecte Jacopo da Vignola, dit Vignole, construite vers 1553 pour le compte du pape Jules III et destinée à être incluse dans le complexe dominé par la villa Giulia.
D’un point de vue architectural, malgré sa petite taille, elle représente un témoignage important de la synthèse entre la culture humaniste, avec des églises à plan central, et les exemples d’édifices religieux longitudinaux, typiques de la Contre-Réforme, à partir de la seconde moitié du XVIe siècle.

## Galerie

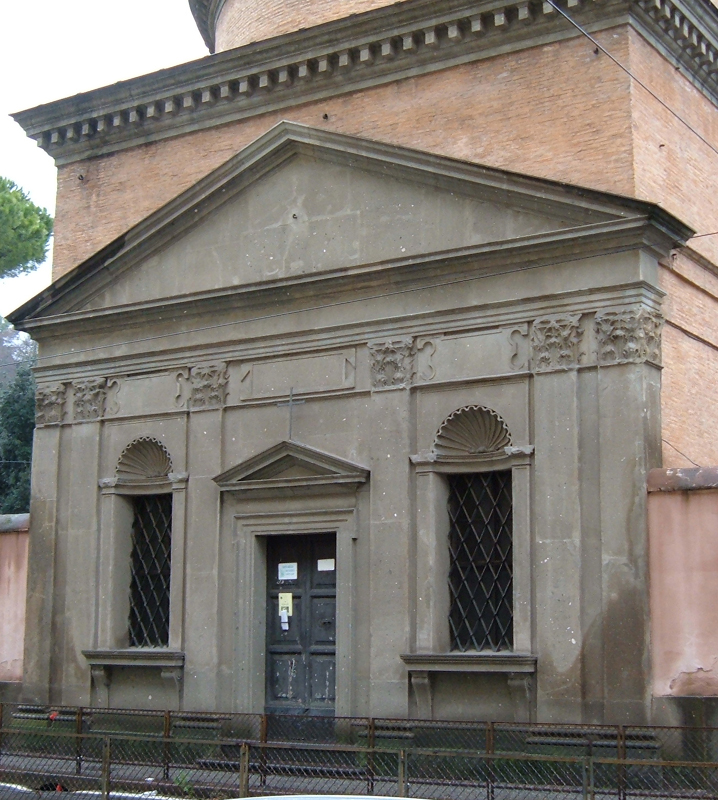
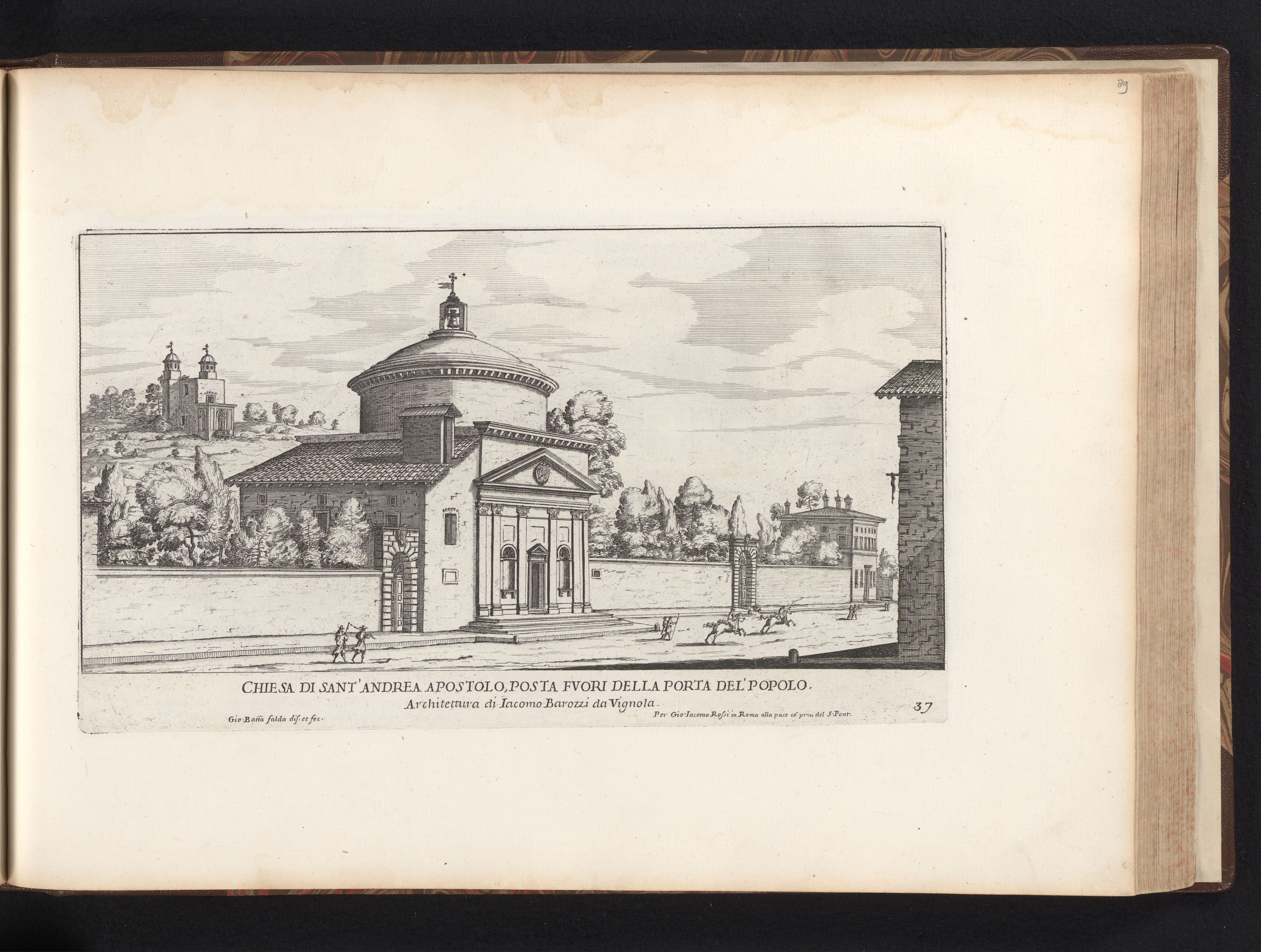
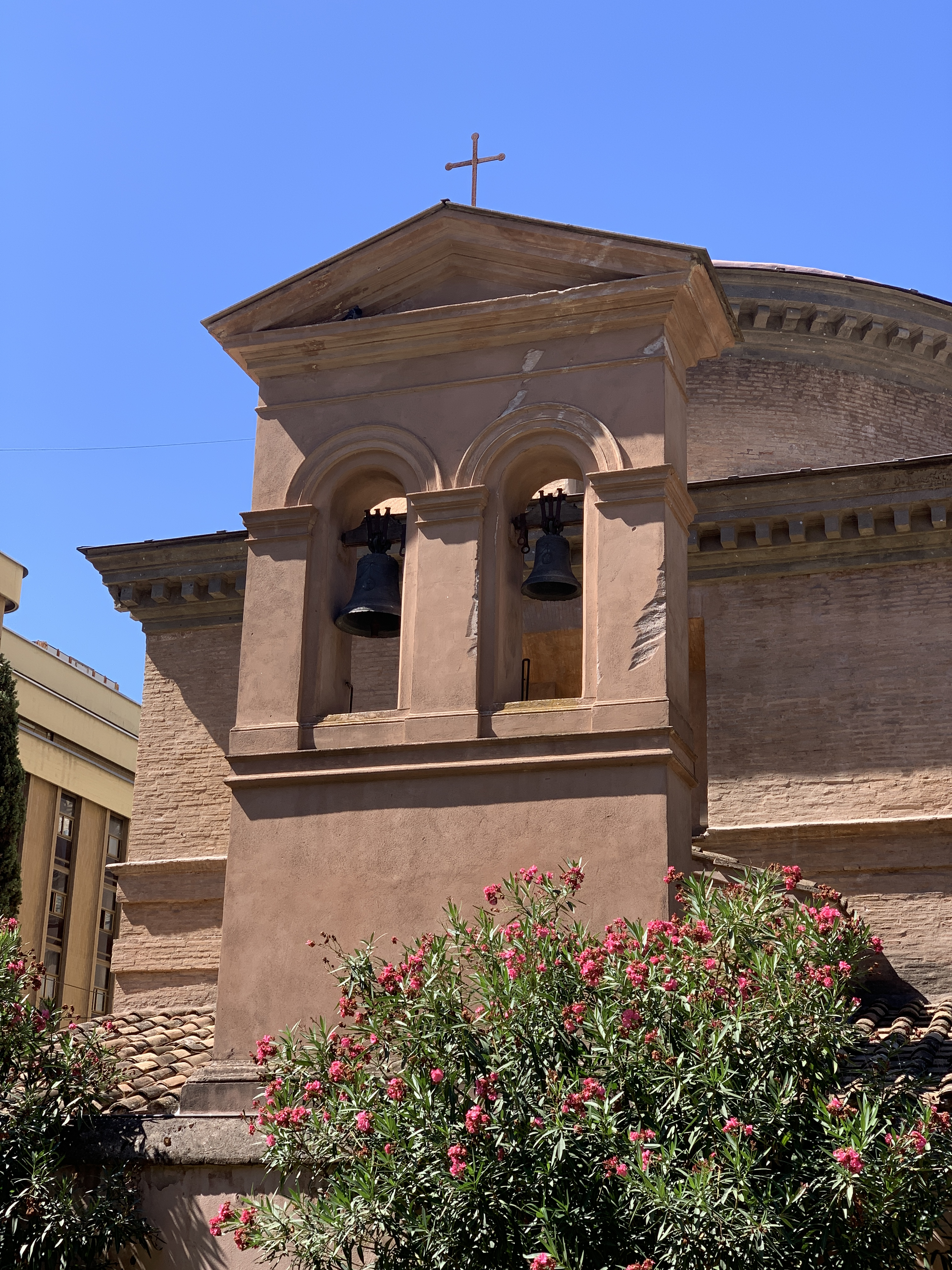